# Ficus diamantiphylla
Ficus diamantiphylla es una especie de planta del género Ficus, perteneciente a la familia Moraceae.

## Taxonomía
Ficus diamantiphylla fue descrita por Edred John Henry Corner en 1970.

## Distribución
Se encuentra en el territorio de Borneo.